# Camponotus dentatus
Camponotus dentatus — вид мурашок підродини Formicinae.

## Поширення
Вид поширений в Океанії на островах Фіджі.

## Підвиди
Вид містить два підвиди:
- C. d. dentatus
- C. d. humeralis